# Bolodon
Bolodon — викопний рід багатогорбкозубих ссавців родини Plagiaulacidae, що існував у кінці юрського періоду у Північній Америці та на початку крейдяного періоду. Рід описаний у 1871 році Річардом Овеном по скам'янілостях, що знайдені у відкладеннях формації Моррісон у США.
Вид Bolodon crassidens виявлений у крейдових відкладеннях в Англії у Дорсеті. До виду можливо належать рештки, що виявлені в Іспанії.
Вид Bolodon elongatus, який описаний у 2001 році можливо потрібно виділити в окремий рід.